# 3rd Infantry Division (Vereinigte Staaten)

Das Schulterabzeichen der 3rd Infantry Division

Das Einheitsabzeichen der 3rd Infantry Division

Die 3rd Infantry Division (deutsch 3. US-Infanteriedivision; Spitzname Rock of the Marne) ist Teil des XVIII. US-Luftlandekorps und hat ihr Hauptquartier in Fort Stewart, Georgia. Kommandeur des ca. 17.000 Mann starken Verbandes ist seit 2023 Major General Christopher R. Norrie.

## Geschichte

### Erster Weltkrieg
Gefechtsordnung 1917/18
5th Infantry Brigade
- 4th Infantry Regiment
- 7th Infantry Regiment
- 8th Machine Gun Battalion

6th Infantry Brigade
- 30th Infantry Regiment
- 38th Infantry Regiment
- 9th Machine Gun Battalion

3rd Field Artillery Brigade

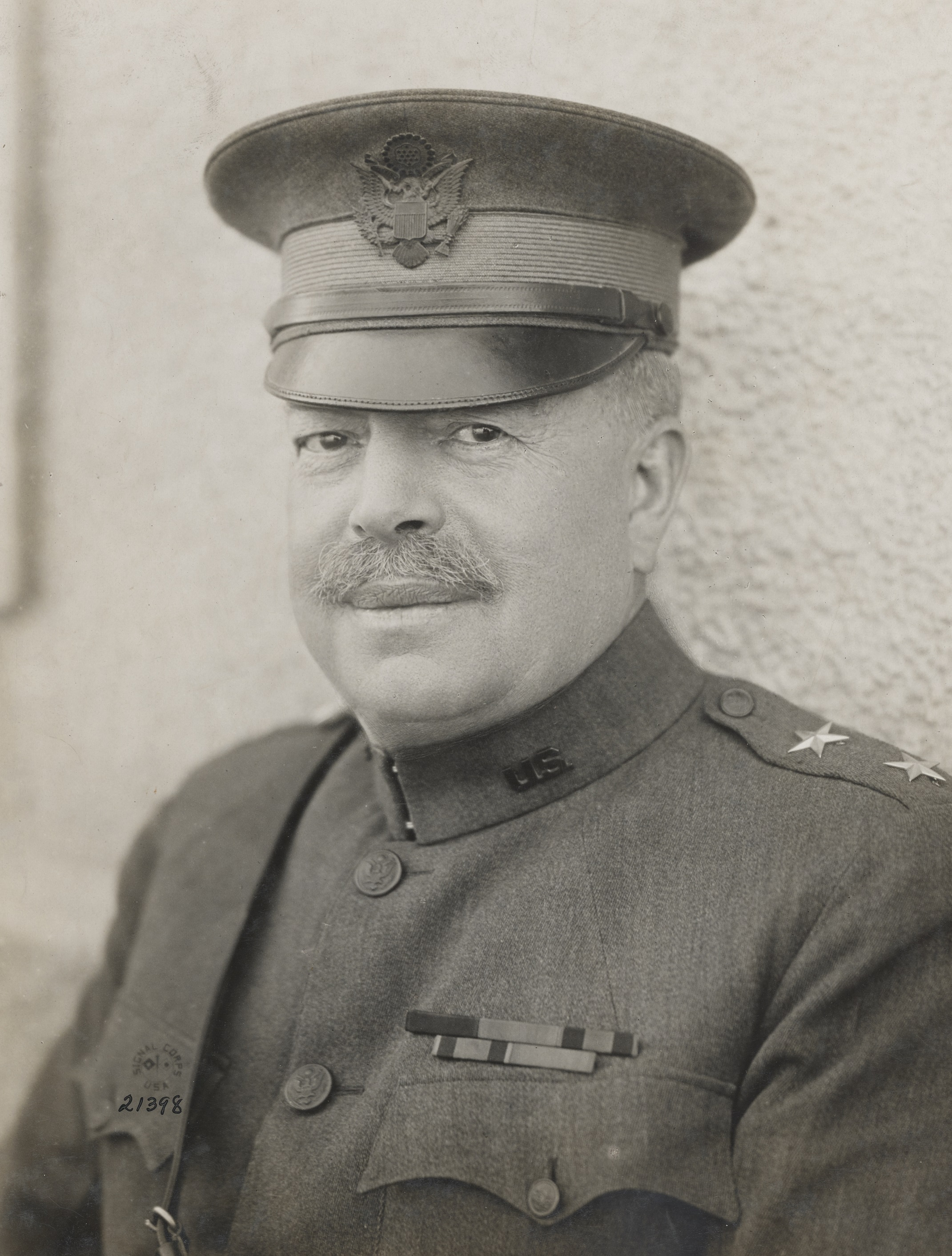
Generalmajor Joseph T. Dickman

- 10th Field Artillery Regiment (75 mm)
- 18th Field Artillery Regiment (155 mm)
- 76th Field Artillery Regiment (75 mm)

Einsatzgeschichte im 1. Weltkrieg
Nach ihrer Aufstellung in Camp Greene, North Carolina im November 1917 griff die Division acht Monate später in die Kampfhandlungen des Ersten Weltkriegs in Frankreich ein. Am 14. Juli 1918 gegen Mitternacht nahm die Division im Rahmen der US-amerikanischen Expeditionstruppen an der Aisne-Marne-Offensive zum Schutz von Paris teil. Dabei lag die Division an beiden Marne-Ufern und sollte sich dort bis Ende der Operation halten. Die 3. Division war dem französischen XXXVIII. Korps (General de Mondésir) angegliedert worden und hielt eine 12 Kilometer breite Front vom Stadtrand von Château-Thierry im Westen bis zu den Hängen vor dem Surmelin-Tal im Osten. Die Infanterieregimenter Nr. 4., 7., 30. und 38 der 3. Division waren alle von West nach Ost ausgerichtet, die rechte Flanke deckte die französische 125. Division (General Antoine Diebold). Am 15. Juli um 02:10 Uhr erkämpften die ersten deutschen Truppen das Südufer der Marne. Dickmans Truppen warfen den Gegner bei Mézy-Moulins zurück und eroberten den südlichen Teil von Crézancy zurück. Die erfolgreiche Abwehr des deutschen XXIII. Reserve-Korps (General von Kathen) brachte der Division kurz darauf ihren Spitznamen: ROCK OF THE MARNE (Fels der Marne) ein. Ab 22. Juli führte die Truppen erbitterte Kämpfe um die bewaldeten Hängen von Le Charmel, das am Abend des 25. Juli eingenommen wurde. Am 30. Juli wurde die Division bei Ronchères durch die 32nd Division abgelöst, nachdem sie einen Totalverlust von rund 7900 Mann erlitten hatte. Während der Schlacht von St. Mihiel (12. September 1918) diente die 3. Division als Reserve des IV Corps. Ab 29. September griffen Teile der Division auch in der Maas-Argonnen-Offensive ein, Mitte Oktober wurde dabei die 4. Division abgelöst.
Im Ersten Weltkrieg hatte die Division 3.177 Gefallene sowie 12.940 Verwundete zu beklagen, für eine Division eine hohe Anzahl.

### Zweiter Weltkrieg
Gefechtsordnung
Führungsgruppe
- Headquarters, 3rd Infantry Division

Infanterieabteilungen
- 7th Infantry Regiment
- 15th Infantry Regiment
- 30th Infantry Regiment

Divisionsartillerie
- 9th Field Artillery Battalion (155 mm)
- 10th Field Artillery Battalion (105 mm)
- 39th Field Artillery Battalion (105 mm)
- 41st Field Artillery Battalion (105 mm)

Kampfunterstützungstruppen
- 10th Engineer Combat Battalion
- 3rd Medical Battalion
- 3rd Cavalry Reconnaissance Troop, Mechanized
- 3rd Counterintelligence Corps Detachment

Tross
- Headquarters Company, 3rd Infantry Division
- 703rd Ordnance Light Maintenance Company
- 3rd Quartermaster Company
- 3rd Signal Company
- Military Police Platoon
- Band

Einsatzgeschichte im 2. Weltkrieg
Die Division war Teil der alliierten Landung in Nordafrika im Rahmen der Operation Torch und landete bei Fedala an. Sie marschierte anschließend Richtung Tunesien und war an der Eroberung der Hälfte des Landes beteiligt. In den Kämpfen gegen die Achsenmächte erlitt sie empfindliche Verluste.
Die Division war ebenfalls Teil der Invasion auf Sizilien am 10. Juli 1943 und bereitete den Weg für eine Invasion der alliierten Truppen auf das italienische Festland. Als Teil der 5. US-Armee und unter dem Kommando des Divisionskommandeurs Generalmajor Lucian K. Truscott landete die 3. Infanteriedivision am 18. September im Brückenkopf von Salerno und bereitete den Weg nach Neapel für die nachrückenden Truppen. Die Stadt fiel am 1. Oktober und die Alliierten bewegten sich in Richtung des Flusses Volturno. Der alliierte Vorstoß kam bei Monte Cassino zum Erliegen. Um das Vorrücken wieder in Gang zu setzen, wurde am 23. Januar 1944 bei Anzio eine amphibische Landung durchgeführt. Seit dieser Landung bis zum Ende des Zweiten Weltkriegs wurde die Division von Generalmajor John W. O’Daniel geführt.

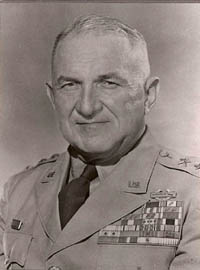
Major General John W. O’Daniel

Wiederholte deutsche Gegenangriffe konnten von der Division abgewehrt werden. Am 29. Februar 1944 konnten sogar drei deutsche Divisionen zurückgedrängt werden. Die Division brach aus dem Brückenkopf in Richtung Rom am 23. Mai aus. Nach der Einnahme Roms am 4. Juni 1944 nahm die Division, nun im Rahmen der 7. US-Armee, an der alliierten Landung in Südfrankreich am 15. August 1944 bei St. Tropez teil. Sie marschierte das Rhonetal hinauf, überquerte die Vogesen und erreichte den Rhein bei Straßburg am 27. November. Nach der Befreiung Colmars am 26. Januar 1945 (Operation Cheerful) stieß die Division auf die Siegfriedlinie. Sie war bei Operation Undertone (15. bis zum 24. März) beteiligt, bei der Teile des Saarlandes und der Pfalz erobert wurden. Die 3. US-Infanteriedivision konnte die Siegfriedlinie bei Zweibrücken durchbrechen und überquerte den Rhein am 26. März. In der Karwoche nahm die Division an der heftigen Schlacht um Aschaffenburg teil.
Die Division kämpfte sich bis Nürnberg durch, dessen Einnahme im Häuserkampf nach der Schlacht um Nürnberg am 20. April 1945 mit einer großen Siegesparade auf dem Hauptmarkt gefeiert wurde. Anschließend wurden Augsburg am 27. April und München am 30. April eingenommen. Einheiten der 3. US-Infanteriedivision kamen zuerst in Berchtesgaden an und klärten Hitlers Berghof auf. Die Division stand bei Salzburg, als der Krieg durch die deutsche Kapitulation endete. Die Division hatte 4.922 Gefallene und 18.766 Verwundete Soldaten zu beklagen, von den Verwundeten starben zusätzliche 636 Soldaten später durch die erlittenen Verwundungen.
Verluste im 2. Weltkrieg

#### Verluste
- Gesamtverluste: 25,977[1]
- Gefallen: 4,922[1]
- Verwundet: 18,766[1]
- Vermisste: 554[1]
- Gefangen: 1,735[1]

### Koreakrieg

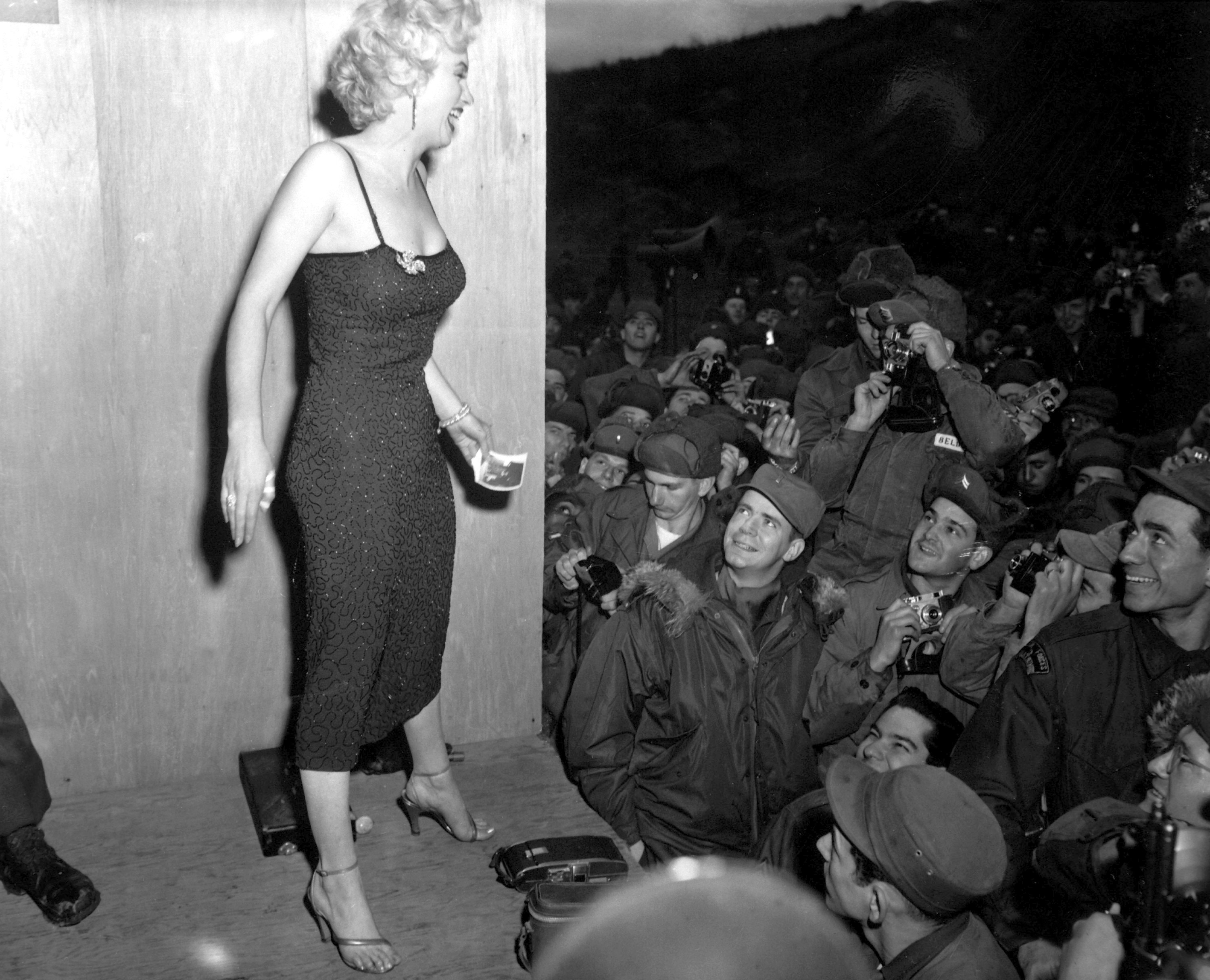
Marilyn Monroe auf einer Veranstaltung für Soldaten der 3. US-Infanteriedivision im Koreakrieg (1954)

Die Division kam 1950 in Wonsan an. Sie nahm an acht Kampagnen teil, wobei die Division sieben Kampf-Sterne (Battle Stars) erhielt und als Fire Brigade bekannt wurde. Bedingt durch die Bekanntheit wurde die Division vielseitig eingesetzt und die Verluste beliefen sich auf 2.160 getötete Soldaten und weitere 7.939 Verwundete.

### Stationierung in der Bundesrepublik Deutschland während des Kalten Krieges
1958 wurden die ersten Teile der Division zur Ablösung der 10. Infanteriedivision nach Westdeutschland verlegt. Im selben Jahr wies die Division folgende Struktur und Stationierung auf:
- Headquarters Company (Leighton Barracks, Würzburg)
- 2nd Battle Group, 4th Infantry Regiment (Warner Barracks, Bamberg)
- 1st Battle Group, 7th Infantry Regiment (Aschaffenburg)
- 1st Battle Group, 15th Infantry Regiment (Bamberg)
- 1st Battle Group, 30th Infantry Regiment (Schweinfurt)
- 2nd Battle Group, 38th Infantry Regiment (Schweinfurt)
- Headquarters and Headquarters Battery, 3rd Infantry Division Artillery (Kitzingen)
- 1st Field Artillery Battalion (RKT/HOW), 9th Artillery Regiment (Kitzingen)
- 1st Howitzer Battalion, 10th Artillery Regiment (Schweinfurt)
- 10th Engineer Battalion (Kitzingen)
- 123rd Signal Battalion (Würzburg)
- 2nd Reconnaissance Squadron, 7th Cavalry Regiment (Bamberg)
- 1st Medium Tank Battalion, 68th Armor Regiment (Kitzingen)
- Headquarters, 3rd Infantry Division Trains and Band (Würzburg)
- 3rd Medical Battalion (Aschaffenburg)
- 35th Transportation Battalion (Würzburg)
- 7th Transportation Company (Aschaffenburg)
- 15th Transportation Company (Bamberg)
- 100th Transportation Company (Bamberg)
- 584th Transportation Company (Schweinfurt)
- 3rd Administration Company (Würzburg)
- 3rd Aviation Company (Kitzingen)
- 703rd Ordnance Battalion (Kitzingen)
- 3rd Quartermaster Company (Würzburg)

Die Division war zwischen 1958 und 1963 dem V. US-Korps sowie anschließend bis 1992 dem VII. US-Korps der 7. US-Armee unterstellt. Bis 1963 war die Unterbringung in den fränkischen Standorten abgeschlossen. Die Division setzte sich im selben Jahr wie folgt zusammen:
- Headquarters Company (Leighton Barracks, Würzburg)
- 10th Engineer Battalion (Larson Barracks, Kitzingen; A-Company: Conn Barracks Schweinfurt; B-Company: Daley Barracks Bad Kissingen)
- 3rd Military Police Company (Hindenburg-Kaserne, Würzburg)
- 3rd Military Intelligence Detachment (Division) (Leighton Barracks, Würzburg)
- 123rd Signal Battalion (Hindenburg-Kaserne, Würzburg)
- 3rd Aviation Battalion (Harvey Barracks, Kitzingen; B-Company: Peden Barracks, Wertheim)
- 1st Brigade, 3rd Infantry Division (Ledward Barracks, Schweinfurt)
- 2nd Brigade, 3rd Infantry Division (Harvey Barracks, Kitzingen)
- 3rd Brigade, 3rd Infantry Division (Fiori Barracks, Aschaffenburg)
- 1st Mechanized Battalion, 4th Infantry Regiment (Wharton Barracks, Heilbronn)
- 1st Mechanized Battalion, 7th Infantry Regiment (Fiori Barracks, Aschaffenburg)
- 2nd Mechanized Battalion, 7th Infantry Regiment (Fiori Barracks, Aschaffenburg)
- 1st Mechanized Battalion, 15th Infantry Regiment (Harvey Barracks, Kitzingen)
- 2nd Mechanized Battalion, 15th Infantry Regiment (Camp Wildflecken)
- 1st Mechanized Battalion, 30th Infantry Regiment (Ledward Barracks, Schweinfurt)
- 2nd Mechanized Battalion, 30th Infantry Regiment (Ledward Barracks, Schweinfurt)
- 1st Battalion, 64th Armor Regiment (Larson Barracks, Kitzingen)
- 2nd Battalion, 64th Armor Regiment (Conn Barracks, Schweinfurt)
- 3rd Battalion, 64th Armor Regiment (Conn Barracks, Schweinfurt)
- 3rd Squadron, 7th Cavalry Regiment (Ledward Barracks, Schweinfurt)

1984 gliederte sich die Division wie folgt:
Division Troops:
- Headquarters Company (Leighton Barracks, Würzburg)
- 3rd Aviation Battalion (Giebelstadt Army Airfield, Giebelstadt)
- 3rd Squadron, 7th Cavalry Regiment
- 10th Engineer Battalion (Conn Barracks, Schweinfurt)
- 3rd Battalion, 67th Air Defense Artillery Regiment (Larson Barracks, Kitzingen)
- 103rd Military Intelligence Battalion (Leighton Barracks, Würzburg)
- 123rd Signal Battalion (Hindenburg-Kaserne, Würzburg)

Division Support Command:
- 3rd Medical Battalion (Giebelstadt Army Airfield, Giebelstadt)
- 3rd Supply & Transportation Battalion (Emery Barracks, Würzburg)
- 703rd Maintenance Battalion (Larson Barracks, Kitzingen)
- 1st Forward Support Battalion (Schweinfurt)
- 2nd Forward Support Battalion (Harvey Barracks, Kitzingen)
- 3rd Forward Support Battalion (Graves Barracks, Aschaffenburg)
- 3rd Finance Company (Leighton Barracks, Würzburg)
- 3rd Military Police Company (Leighton Barracks, Würzburg)
- 3rd Material Management Center (Kitzingen)
- 3rd Adjutant General Company (Leighton Barracks, Würzburg)
- 3rd Infantry Division Band (Leighton Barracks, Würzburg)

Division Artillery (Larson Barracks, Kitzingen):
- 1st Battalion, 10th Field Artillery Regiment (Ledward Barracks, Schweinfurt)
- 2nd Battalion, 39th Field Artillery Regiment (Larson Barracks, Kitzingen)
- 2nd Battalion, 41st Field Artillery Regiment (Daley Barracks, Bad Kissingen)
- 1st Battalion, 76th Field Artillery Regiment (Warner Barracks, Bamberg)
- Target Acquisition Battery, 29th Field Artillery Regiment (Peden Barracks, Wertheim)

1st Brigade (Conn Barracks, Schweinfurt):
- 1st Battalion, 30th Infantry Regiment (Ledward Barracks, Schweinfurt)
- 2nd Battalion, 30th Infantry Regiment (Ledward Barracks, Schweinfurt)
- 2nd Battalion, 64th Armor Regiment (Conn Barracks, Schweinfurt)
- 3rd Battalion, 64th Armor Regiment (Conn Barracks, Schweinfurt)

2nd Brigade (Harvey Barracks, Kitzingen):
- 1st Battalion, 15th Infantry Regiment (Harvey Barracks, Kitzingen)
- 3rd Battalion, 63rd Armor Regiment (Harvey Barracks, Kitzingen)
- 1st Battalion, 64th Armor Regiment (Harvey Barracks, Kitzingen)

3rd Brigade (Ready Barracks, Aschaffenburg):
- 1st Battalion, 4th Infantry Regiment (Fiori Barracks, Aschaffenburg)
- 1st Battalion, 7th Infantry Regiment (Graves Barracks, Aschaffenburg)
- 3rd Battalion, 69th Armor Regiment (Ready Barracks, Aschaffenburg)

### Operation Desert Storm
Im November 1990 wurde die 3. Brigade aus der Division taktisch ausgegliedert und nahm anstelle der 1. Brigade der 1. US-Panzerdivision als Teil der vom VII. US-Korps geführten Operation Desert Storm am Gegenangriff auf den Irak teil. Bereits am 28. Februar 1991 war dieser Krieg gewonnen und die Einheiten konnten so schon bald wieder an ihre Heimatstandorte zurückkehren.

### 1991 bis 1996
Nach der Heimkehr aus dem Irak und Kuwait nahm die 3. Brigade zunächst wieder ihre Standorte in Deutschland ein. 1991 lagen:
- Stab und Stabskompanie in Würzburg
- 1. Brigade in Schweinfurt
- 2. Brigade in Kitzingen
- 3. Brigade in Aschaffenburg
- 4. Brigade (Heeresfliegerbrigade) in Giebelstadt mit der Cavalry in Schweinfurt
- DISCOM (Unterstützungskommando) in Kitzingen
- DIVENG (Pioniere) in Kitzingen
- DIVARTY (Artillerie) in Bamberg
- MI Bn (Aufklärung) in Würzburg
- ADA Bn (Flugabwehr) in Giebelstadt

Die 3. Brigade wurde 1993 wieder zur Friedenssicherung am Golf eingesetzt, der Standort Aschaffenburg wurde aufgegeben. Der Rest der Division war infolge des Abzugs bzw. die Umstrukturierung der anderen in Deutschland stationierten Kampfdivisionen 1994 folgendermaßen stationiert:
- Stab und Stabskompanie in Würzburg
- 1. Brigade in Schweinfurt
- 2. Brigade in Vilseck
- 3. Brigade INAKTIV
- 4. Brigade (Heeresfliegerbrigade) in Katterbach mit der Cavalry in Schweinfurt
- DISCOM (Unterstützungskommando) in Kitzingen
- DIVENG (Pioniere) in Bamberg
- DIVARTY (Artillerie) in Bamberg
- MI Bn (Aufklärung) in Würzburg
- ADA Bn (Flugabwehr) in Kitzingen

### Balkan
Die Division kam erst Mitte 2000 nach Bosnien-Herzegowina. 1998 war sie nach Kuwait verlegt worden, um auf mögliche Aggressionen des Iraks, der gerade die UN-Waffeninspektoren ausgewiesen hatte, reagieren zu können.
Die Division erlangte das Kommando über die Multinationale Brigade Nord am 5. Oktober 2000 als SFOR 8. Genau ein Jahr später wurde dieses Kommando an die 29. US-Infanteriedivision als SFOR 9 abgegeben.

### Operation Iraqi Freedom

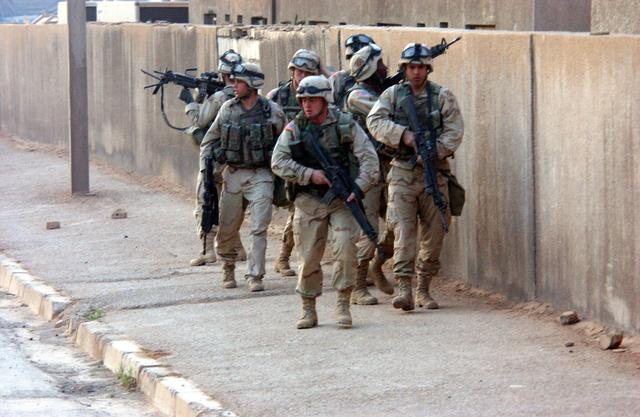
Soldaten der 3. Infanteriedivision in Bagdad, Irak

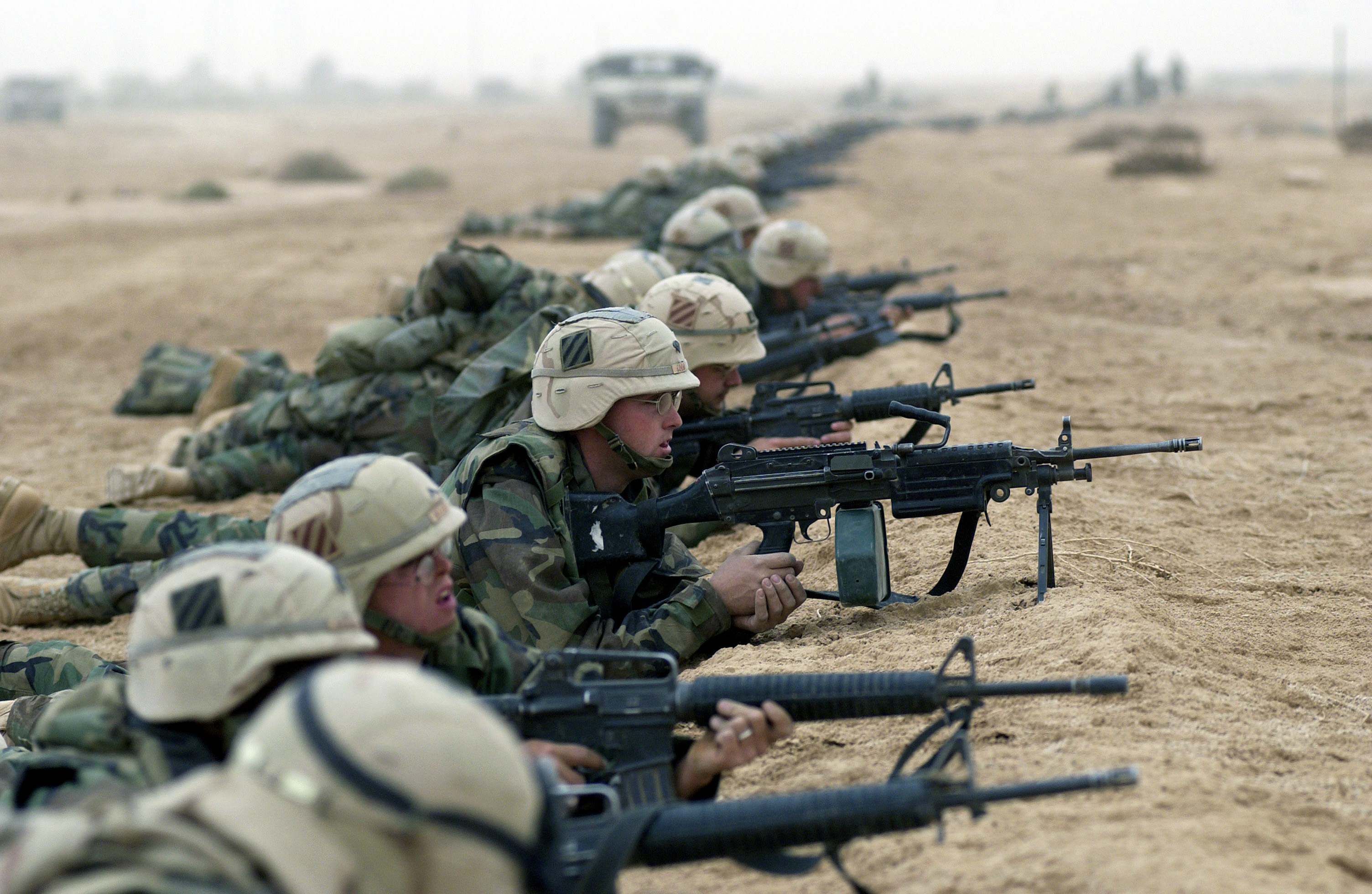
Soldaten der 3. Infanteriedivision während der Operation Iraqi Freedom

Bereits kurz nach der Rückverlegung vom Balkan wurde bekannt, dass die 3. US-Infanteriedivision die einzige Division sei, die in Kuwait trainieren sollte. Im März 2002 begann die Operation Desert Spring mit der Verlegung der 3. Brigade der Division nach Kuwait für eine Rotationsdauer von sechs Monaten, sie wurde von der 2. Brigade im September 2002 abgelöst.
Im Januar 2003 wurde die gesamte Division erneut alarmiert, um als Reaktion auf die Zuspitzung der Situation am Golf in den Nahen Osten verlegt zu werden.
Am 20. März 2003 begann schließlich mit dem Einmarsch der Division in den Irak die Operation Iraqi Freedom. Am nächsten Tag nahm die Division das Flugfeld von Jalibah ein und stieß weiter in den Irak vor. Die Division kämpfte sich innerhalb von 4 Tagen und über eine Entfernung von 300 Kilometern durch die Wüste bis nach Najaf vor. Am 3. April nahm die 1. Brigade den Saddam International Airport und benannte ihn einen Tag später in Baghdad International Airport um. Am 5. April stieß die 2. Brigade zweimal in das Zentrum Bagdads vor. Diese „Thunder Runs“ führte die 2. Brigade in den Regierungsbezirk, der bis zum Ende des Feldzuges gehalten wurde. Die 3. Brigade brachte den Nordwesten Bagdads unter ihre Kontrolle. Nachdem die Division nun Bagdad unter ihre Kontrolle gebracht hatte und die 1. US-Marine Expeditionary Force den Widerstand im Osten Bagdads gebrochen hatte, waren nach über 21 Tagen die Kampfhandlungen in der Hauptstadt des Iraks beendet und die Division führte friedenssichernde und soziale Maßnahmen durch. Im Sommer 2003 wurde die 2. Brigade nach Falludscha verlegt, um den Besatzungsdienst dort aufzunehmen. Die gesamte Division kehrte im August 2003 nach Fort Stewart, Georgia und Fort Benning zurück.

### Umstrukturierung
Nachdem die 3. US-Infanteriedivision wieder zurück in den USA war, wurde sie zum Versuchsverband der Army. Die Führung plante eine Umstrukturierung der schwerfälligen Brigaden in leichter zu verlegende Kampfeinheiten. Diese vormalige 2. Brigade begann mit dem Training im National Training Center (NTC) in Fort Irwin, Kalifornien am 26. März 2004.
Die Umstrukturierung zu Heavy Brigade Combat Teams (HBCT) wurde seitdem bei allen vier Kampfbrigaden vollzogen. Damit ist die 3. US-Infanteriedivision heute trotz ihres anderslautenden traditionell bedingten Namens keine Infanterie-, sondern eine Panzerdivision.

### Operation Iraqi Freedom III
Im Januar 2005 kehrte die Division in den Irak zurück. Die Division übernahm im Camp Liberty die Kontrolle über die Multinational Division-Bagdad und war verantwortlich für den Großraum Bagdad. Das 1. Brigade Combat Team und das 3. Brigade Combat Team unterstützten die 42. US-Infanteriedivision der New York Army National Guard im Norden des Irak als Multinational Division-North. Das 1. Raiders Brigade Combat Team wurde in der FOB Dagger in Tikrit stationiert und war verantwortlich für die Salah ad Din Provinz, deren größte Städte Balad, Samarra, Tikrit, Ad-Dawr and Bayji sind. Das 2. Spartans Brigade Combat Team wurde im Zentrum Bagdads in der sogenannten Grünen Zone stationiert. Das 3. Sledgehammer Brigade Combat Team übernahm in der FOB Warhouse in Baqubah die Kontrolle über die Diyala-Provinz. Das neu aufgestellte 4. Vanguard Brigade Combat Team wurde ebenfalls in Bagdad stationiert, zusammen mit der 3. Falcon-Heeresfliegerbrigade, die im Camp Taji ein neues Zuhause fand. Die Heeresflieger führten über dem Operationsgebiet über 80.000 Flugstunden zur Unterstützung von 26.707 Kampfoperationen durch, die aus 13.455 Kampf- und Aufklärungsmissionen, 289 Luftlandemissionen und über 3.760 MEDEVAC-Einsätzen mit 4.998 Patienten bestanden. In den Zeitraum des Einsatzes fiel die Wahl sowie die Übergabe der Macht an die erste demokratisch gewählte Regierung des Iraks. Im Januar 2006 kehrte die gesamte Division nach Fort Stewart, Georgia und Fort Benning zurück.

### Operation Iraqi Freedom V
Im Januar 2007 verlegte das 1. „Raiders“ Brigade Combat Team erneut zur Unterstützung der Multinational Force Irak-West (MNF-W) in die Anbar Provinz unter dem Kommando der 1. US-Marine Division und war damit die erste Einheit der US-Armee mit drei Einsätzen im Irak. Das Einsatzgebiet war diesmal hauptsächlich die Provinzhauptstadt Ramadi. Am 4. April übernahm die Division das Kommando über die Multinational Division-Center (TF Marne). Sie wurde im Camp Liberty stationiert und war verantwortlich für die Sicherheit und den Wiederaufbau im Gebiet von östlich des Tigris bis westlich des Euphrat. Das 2. „Spartans“ Brigade Combat Team wurde im Mai 2007 in den Irak verlegt, in der FOB Kalsu in Iskandariya stationiert und war verantwortlich für die südlichen Randgebiete Bagdad’s. Das 3. „Sledgehammer“ Brigade Combat Team wurde im März/April 2007 in die FOB Hammer in Besmiya verlegt. Das 4. „Vanguard“ Brigade Combat Team verlegte dann im Oktober 2007 in die Babil Provinz, um für Sicherheit zu sorgen und den Wiederaufbau zu fördern. Alle Brigaden wurden durch die 3. „Falcon“ Heeresfliegerbrigade unterstützt, die am Bagdad International Airport stationiert war. Die 1. Brigade kehrte im April 2008; das Hauptquartier, die 2. und 3. Brigade sowie die Heeresfliegerbrigade im Mai–Juli 2008 nach Fort Stewart, Fort Benning und das Hunter Army Airfield zurück. Als letzte Einheit kehrte dann das 4. Brigade Combat Team im Dezember 2008 nach Fort Stewart zurück. 436 Angehörige der Division kamen bei den Einsätzen im Irak ums Leben. Für eine einzelne Division eine hohe Anzahl und etwa 10 % der 4.486 im Irak getöteten US-Soldaten. Bezieht man sich nur auf Verluste der US-Bodentruppen, der U.S. Army liegt diese Quote noch höher.

## Operation Enduring Freedom
Teile der 3. US-Infanteriedivision sind im Rahmen der „Operation Enduring Freedom“ in Afghanistan stationiert. Die Combat Aviation Brigade war eine der ersten Brigaden die für 13-monatigen Einsatz nach Afghanistan entsendet wurden, weitere Einheiten sollten folgen. Inzwischen sind zahlreiche Brigaden der Division in Afghanistan stationiert, auch in Afghanistan hat die Division viele Tote zu beklagen.

## Organisation

Organigramm der 3rd Infantry (taktische Zeichen)

Die Armeeführung gab Ende 1994 ihre Pläne zur Umstrukturierung bekannt. Es war unter anderem geplant, die 24. US-Infanteriedivision in 3. US-Infanteriedivision umzubenennen, während die 3. US-Infanteriedivision in Deutschland zur 1. US-Infanteriedivision werden sollte. Diese Umstrukturierung sollte die Erhaltung einiger der traditionsreichsten Divisionen der Army sichern. Nach Beendigung der Verlegung war der Verband mit allen Soldaten nach 33 Jahren in Deutschland wieder zurück in der Heimat und wurde stationiert.
Unterstellte Einheiten
- 1. Armored Brigade Combat Team (ABCT), in Fort Stewart, Georgia
- 2. Armored Brigade Combat Team (ABCT), in Fort Stewart, Georgia
- 3. Divisionsartillerie, in Fort Stewart, Georgia
- 3. Heeresfliegerbrigade, in Hunter Army Airfield, Georgia
- 3. Divisionsunterstützungsbrigade, in Fort Stewart, Georgia
- Stab und Stabsbataillon, in Fort Stewart, Georgia

## Abzeichen und Spitzname

Das Schulterabzeichen der 3rd Infantry Division
Das Einheitsabzeichen der 3rd Infantry Division

Die auf dem Schulterabzeichen gezeigten drei weißen Diagonalstreifen stehen für die sechs Kampagnen (vormals drei Großoffensiven) an denen die Division im Ersten Weltkrieg teilnahm. Der blaue Grund steht für die Loyalität der Soldaten zu den Werten der USA, Freiheit und Demokratie.
Auf dem Einheitsabzeichen sitzt ein Lindwurm, heraldische Form des Teufels, mit seinem blau-weißen Flügel als Synonym für den Spitznamen, den die Soldaten der Division im Zweiten Weltkrieg von den gegnerischen deutschen Truppen erhielten: blau-weiße Teufel (BLUE AND WHITE DEVILS), auf einem Felsen, der wiederum den eigentlichen Einheits-Spitznamen darstellt, der Fels der Marne. Kreisförmig darum ziert das Motto NOUS RESTERONS LA, ein „Warnruf“ des damaligen Einheitskommandeurs, Generalmajor Joseph T. Dickman, an die gegenüberstehenden deutschen Truppen: Wir werden hier bleiben!

## Kommandeure
- Major-General Joseph T. Dickman (28. November 1917 – 26. Februar 1918)
- Brigadier General James Anderson Irons (27. Februar – 18. März 1918)
- Major General Joseph T. Dickman (12. April – 31. August 1918)
- Major General Beaumont B. Buck (31. August – 17. Oktober 1918)
- Brigadier General Preston Brown (18. Oktober – 19. November 1918)
- Major General Robert L. Howze (19. November 1918)
- Brigadier General William Mackey Cruikshank (Aug 1919)
- Brigadier General Ora Elmer Hunt  (Aug 1919–Okt 1919)
- Major General William M. Wright (Okt 1919–Jan 1920)
- Brigadier General Edward Mann Lewis (Jan 1920–Aug 1921)
- Major General Charles Henry Muir (Aug 1921–Nov 1922)
- Brigadier General Ulysses G. McAlexander (Nov 1922–Nov 1923)
- Major General Edwin B. Babbitt (Nov 1923–Mai 1924)
- Brigadier General Joseph E. Kuhn (Mai 1924–Dez 1924)
- Major General William H. Johnston (Dez. 1924–Okt. 1925)
- Major General Robert Alexander (Okt 1925–Aug 1927)
- Major General Joseph D. Leitch (Sep 1927–Mrz.1928)
- Brigadier General Michael J. Lenihan (Mrz. 1928–Mar 1929)
- Brigadier General Joseph C. Castner (Apr 1929–Nov 1932)
- Brigadier General Halstead Dorey (1932–1933)
- Brigadier General Henry W. Butner (1933–Feb 1934)
- Brigadier General Otho B. Rosenbaum (Feb 1934–Aug 1935)
- Major General Casper H. Conrad Jr. (Aug 1935–Aug 1936)
- Major General David L. Stone (Sep 1936–Mar 1937)
- Brigadier General Alfred T. Smith (Jul 1937–Jan 1938)
- Major General Walter C. Sweeney Sr. (1939–1940)
- Major General Charles F. Thompson (Juli 1940 – August 1941)
- Brigadier General Charles P. Hall (August 1941 – September 1941)
- Major General John P. Lucas (September 1941 – März 1942)
- Major General Jonathan W. Anderson (März 1942 – März 1943)
- Major General Lucian K. Truscott (März 1943 – Februar 1944)
- Major General John W. O’Daniel (Februar 1944 – Dezember 1945)
- Major General William R. Schmidt (Juli 1945 – August 1946)
- Major General Jens A. Doe (20. September 1946 – 15. März 1947)
- Major General Percy W. Clarkson (März 1947 – August 1950)
- Major General Robert H. Soule (August 1950 – Oktober 1951)
- Major General Thomas J. Cross (Oktober 1951 – Mai 1952)
- Major General Robert L. Dulaney (Mai 1952 – Oktober 1952)
- Major General George W. Smythe (Oktober 1952 – Mai 1953)
- Major General Eugene W. Ridings (Mai 1953 – Oktober 1953)
- Major General Charles D. W. Canham (November 1953 – November 1954)
- Major General Haydon L. Boatner (Dezember 1954 – Oktober 1955)
- Major General George E. Lynch (Oktober 1955 – Februar 1957)
- Brigadier General Frederick R. Zierath (März 1957 – März 1957)
- Major General Roy E. Lindquist (März 1957 – August 1958)
- Major General John S. Upham, Jr. (August 1958 – April 1960)
- Major General Albert Watson II (April 1960 – April 1961)
- Major General William W. Dick (April 1961 – April 1962)
- Brigadier General Morris O. Edwards (April 1962 – Juni 1962)
- Major General Frank T. Mildren (Juni 1962 – März 1964)
- Major General Albert O. Connor (März 1964 – Februar 1966)
- Brigadier General Jack S. Blocker (Februar 1966 – April 1966)
- Major General Robert H. Schellman (April 1966 – August 1967)
- Brigadier General Lawrence V. Greene (August 1967 – Oktober 1967)
- Major General George P. Seneff (Oktober 1967 – März 1969)
- Major General George M. Seignious (März 1969 – Februar 1970)
- Major General Robert C. Taber (Februar 1970 – April 1971)
- Major General Marshall B. Garth (April 1971 – September 1972)
- Major General Sam S. Walker (September 1972 – Juni 1974)
- Major General Edward C. Meyer (Juni 1974 – August 1975)
- Major General Pat W. Crizer (August 1975 – Oktober 1977)
- Major General R. Dean Tice (Oktober 1977 – Oktober 1979)
- Major General Robert Lewis (Sam) Wetzel (1979–1981)
- Major General Fred K. Mahaffey (1981–1983)
- Major General Howard G. Crowell Jr. (1983–1985)
- Major General George R. Stotser (1985–1987)
- Major General Nicholas Krawciw (1987–1989)
- Major General Wilson A. Shoffner (1989–1991)
- Major General Richard F. Keller (1991–1993)
- Major General Leonard D. Holder Jr. (1993–1995)
- Major General Montgomery Meigs (1995–1996)
- Major General Joseph E. DeFrancisco (Juni 1996 – August 1996)
- Major General John W. Hendrix (August 1996 – Oktober 1997)
- Major General James C. Riley (Oktober 1997 – Dezember 1999)
- Major General Walter L. Sharp (Dezember 1999 – Dezember 2001)
- Major General Buford Blount  (Dezember 2001 – September 2003)
- Major General William G. Webster (September 2003 – Juni 2006)
- Major General Rick Lynch  (Juni 2006 – Juli 2008)
- Major General Tony Cucolo (Juli 2008 – April 2011)
- Major General Robert B. Abrams (April 2011 – August 2013)
- Major General John M. Murray (August 2013 – August 2015)
- Major General James Rainey (August 2015 – Mai 2017)
- Major General Leopoldo A. Quintas (Mai 2017 – Juni 2019)
- Major General Antonio Aguto (Juni 2019 – Juni 2021)
- Major General Charles Costanza (Juni 2021 – Juni 2023)
- Major General Christopher R. Norrie (seit Juni 2023)